# Marco Pallis
Marco Pallis (19 de junio de 1895, Liverpool - 5 de junio de 1989, Londres) fue un místico, alpinista, músico, compositor y escritor británico de familia griega. Del entorno tradicionalista, Pallis escribió importantes trabajos sobre la religión y la cultura del Tíbet.

## Juventud
Nacido en Liverpool, era el hijo más joven de una familia griega rica y cosmopolita. Durante la Primera Guerra Mundial colaboró brevemente en el ejército de salvamento serbo-croata y después se alistó en el ejército británico. Su primera misión fue en 1916 como intérprete del ejército en Macedonia. La malaria y una inflamación grave de su ojo derecho interrumpieron su servicio en Macedonia. Después de verse forzado a una convalecencia muy larga en Malta, Pallis fue dado de alta y asignado al cuerpo de granaderos. Después de un entrenamiento básico recibió una misión como artillero. En 1918 fue enviado, como segundo teniente, a la lucha en las trincheras del frente occidental. Durante la batalla de Cambrai, en una carga en que murieron su capitán y primer teniente, Pallis fue herido en la rodilla; para Pallis había acabado la guerra. 
Después de la guerra, además de sus deberes familiares, Pallis se dedicó a sus dos aficiones: el alpinismo y la música. Escaló y exploró dondequiera que pudo, y esto a pesar del hecho de que los médicos le tenían dicho que quizá nunca recobraría el buen funcionamiento de la rodilla. Según uno de los compañeros en sus ascensiones a los Himalaya "Tras sus suaves maneras Pallis mantiene una gran determinación" (F. Spencer Chapman, Helvellyn to Himalaya [Londres: The Travel Book Club, 1941], p. 84). Participó en expediciones al Ártico, a Suiza y a las Dolomitas. Snowdonia y las Scottish Highlands, lugares más cercanos a su hogar, fueron frecuentadas por él.
Al mismo tiempo Pallis estudiaba música con Arnold Dolmetsch (1858-1940), importante recuperador de la música inglesa antigua, compositor, director y un verdadero pionero en su campo. Nació así su afición por la música antigua 
—en especial por la música de cámara de los siglos XVI y XVII— y por la viola de gamba. Tal fue su afición que incluso cuando recorrió años más tarde la región de la línea divisoria de las aguas del Satlej-Ganges, él y amigos llevaban sus instrumentos e interpretaban piezas musicales en las paradas. Su círculo de amigos y colaboradores se extendió en el mundo literario artístico de finales del siglo diecinueve y principios del siglo XX, incluyendo William Morris, George Bernard Shaw, Ezra Pound y W.B. Yeats. Por influencia de Dolmetsch, Pallis se acercó intelectualmente a los escritos del metafísico y crítico tradicionalista del mundo moderno René Guénon, y el gran hinduista e historiador del arte sagrado Ananda Coomaraswamy. Estos autores ayudaron a Pallis para comprender el papel imprescindible de la tradición en la perpetuación de los ideales transcendentes y fundamentales de toda civilización. Esta comprensión de la tradición por sí misma la aplicó a sus escritos sobre el Tíbet y sus tradiciones.

## Viajes alHimalayay alTíbet
Su afición por las montañas guio el destino de Pallis hacia su tercer amor: El Tíbet y su civilización. En 1923 Pallis visitó el Tíbet por primera vez con propósitos montañeros. Volvió al Himalaya para una expedición más prolongada en 1933 y de nuevo en 1936. Su libro famoso libro Cumbres y Lamas describe estas últimas expediciones y la transformación espiritual que él experimentó. De ser un extranjero, comprensivo pero simple espectador, pasó a adentrarse profundamente en el corazón de la vida tibetana. Desechó sus ropas occidentales en favor de la vestimenta tibetana, y estudio el lenguaje, la cultura y la religión de los tibetanos. Permaneció en monasterios, recibió educación religiosa directamente de lamas tradicionales.
Arnaud Desjardins, el escritor y cineasta francés, confirma la autoridad de las fuentes de Pallis. En el inicio de los años 60, dirigido por el intérprete personal del dalái lama, Desjardins entrevistó a muchos de los más respetados líderes espirituales tibetanos en el exilio. "Recuerdo una conversación, una tarde en Sikkim, sobre la cuestión de los occidentales que habían ido para aprender algo más que palabras y fórmulas tántricas. La palabra inglesa "Tradition" referida a una persona de quien los presentes hablaban con respeto y deferencia, surgió repetidas veces en la conversación. "Tradition" parecía el nombre de un gurú: "Tradition" ha visitado tal y tal monasterio... Hasta que de repente resultó evidente que este tal "Mr. Tradition" era Marco Pallis (bajo su nombre tibetano de Thubden Tendzin)..." (Arnaud Desjardins, El mensaje de los tibetanos [Londres: Stuart & Watkins, 1969], p. 20).
Uno de los grandes maestros que Pallis conoció fue el santo abad de Lachhen.
Por influencia del budismo, Pallis fue objetor de conciencia durante la Segunda Guerra Mundial. Como servicio alternativo fue oficial de policía en Liverpool.
Realizó varios viajes hasta 1947, cuando tuvo la oportunidad, con su amigo Richard Nicholson, de visitar Tíbet por última vez, justo antes de la invasión china. Ya budista practicante desde 1936, Pallis fue iniciado entonces en una orden en Shigatse, Tíbet, cuando tenía 52 años. En el momento en que abandonó el Tíbet, se podría decir que Marco Pallis —ya entonces Thubden Tendzinâ— había completado el viaje interior a su hogar espiritual. Continuó siendo fiel practicante del budismo tibetano y abogado incansable por la causa del Tíbet hasta su muerte, cuarenta y tres años más tarde.

## Después de la invasión del Tíbet
La invasión del Tíbet independiente por la China comunista marcó uno de los acontecimientos más tristes en la vida de Pallis. En respuesta, Pallis hizo lo que pudo, sobre todo con sus escritos, que ayudaron a tomar conciencia pública de la maravilla que era el Tíbet. Pallis ayudó a los miembros de la diáspora tibetana en Inglaterra. En múltiples ocasiones, Pallis hospedó a tibetanos en su piso de Londres. Ofreció también su ayuda de otras maneras, por ejemplo con el joven Chögyam Trungpa. Pallis viajó con él y le animó cuando acababa de llegar a Inglaterra y aún no había alcanzado el renombre mundial que alcanzaría más tarde. Años más adelante, le pidió a Pallis que escribiera el prólogo al primer libro de Trungpa, Born in Tibet. En su acuse de recibo, Trungpa comunicó a Pallis su agradecimiento por la gran ayuda de Pallis para completar el libro, añadiendo que "Cuando el Sr. Pallis aceptó escribir el prólogo, dedicó muchas semanas de trabajo para poner el libro en orden." Chögyam, Born in Tibet (Boston, MA: Shambhala, 2000), p. 15. —Para más referencias sobre la relación entre Trungpa y Pallis, véase el artículo de Pallis “Discovering the Interior Life” publicado en The Sword of Gnosis: Metaphysics, Cosmology, Tradition, Symbolism (Nueva York, NY: Penguin, 1974)—.
Al mismo tiempo que Pallis escribía sobre budismo y religión en general, continuaba su carrera musical. Enseñó viola en la Royal Academy of Music y reconstituyó The English Consort of Viols, un conjunto que él mismo había formado en los años 30. Era uno de los primeros conjuntos profesionales dedicados a la preservación de la música inglesa antigua. Grabaron tres discos: The Music of Their Royal Courts (Saga Records, London, 1967); To Us a Child... (Abbey “Pan” Records, Eynsham, Oxford, 1968); y Music with her Silver Sound... (Decca “Turnabout/Vox” Records, London, 1971). Y realizaron varias giras de conciertos por Inglaterra y extranjero. En un viaje a los Estados Unidos en 1964, Pallis tuvo la oportunidad de encontrarse con Thomas Merton en la abadía de Gethsemane en Kentucky. Merton escribió sobre el encuentro: "Marco Pallis estuvo ayer aquí... me alegró mucho conocerle." (Thomas Merton, Dancing in the Water of Life: Seeking Peace in the Hermitage [The Journals of Thomas Merton, Volumen 5: 1963-1965] [New York, NY: Harper SanFrancisco, 1998], p. 157). Hablaron de Zen, Shiva y la difícil situación del Tíbet. Era su primer encuentro cara a cara, aunque los dos se conocían a través de su correspondencia anterior y la aquiescencia mutua de sus escritos publicados. Antes de su encuentro, Merton había escrito ya en su diario: "Ayer, un día tranquilo y soleado, dediqué todo el tiempo que pude a la meditación y las lecturas. Una de ellas fue Cumbres y Lamas, el maravilloso libro de Marco Pallis." (Thomas Merton, A Search for Solitude: Pursuing the Monk’s True Life [The Journals of Thomas Merton, Volumen 3: 1952-1960] [New York, NY: Harper SanFrancisco, 1996], p. 279).

## Escritos y música
"Tradición" fue el leitmotiv de los escritos de Pallis. Sus escritos están en parte inspirados por la obra de René Guénon, Ananda Coomaraswamy y Frithjof Schuon, a quienes Pallis conocía personalmente.
Mantuvo con Ananda Coomaraswamy una dilatada correspondencia y viajó a la India con Rama, el hijo de Coomaraswamy, quien también fue escritor más tarde. 
Mantuvo correspondencia con Guénon y Schuon y en 1946 visitó a Guénon en su hogar de El Cairo. 
Se encontró con Schuon casi cada año durante más de treinta años, unas veces en el piso de Pallis en Londres y otras en la casa de Schuon en Lausanne.
Como tradicionalista, Pallis asumió la "Unidad Transcendente de las Religiones" (el título del libro fundamental de Schuon, escrito en 1948) y desde su perspectiva mostró Pallis la naturaleza íntima de la tradición espiritual de Tíbet. 
Fue colaborador periódico de la revista Studies in Comparative Religion (junto con Schuon, Guénon, y Coomaraswamy), escribiendo sobre la cultura tibetana, la práctica religiosa y la filosofía perennialista. 
Publicó tres libros dedicados a la tradición, al budismo y al Tíbet: Cumbres y Lamas (Peaks y Lamas. 1939) ; El Camino y La Montaña (The Way and the Mountain. 1960); y Espectro Luminoso del Budismo (A Buddhist Spectrum. 1980). Todos los trabajos de Pallis han sido reimpresos en inglés: Peaks and Lamas ha sido publicado por Shoemaker & Hoard (Washington, C.C., 2005). "A Buddhist Spectrum", "Contributions to the Christian-Buddhist Dialogue" y "The Way and the Mountain", han sido publicados por World Wisdom (Bloomington, IN, 2003, 2008 respectively). Algunos artículos de Pallis están incluidos en el libro de Jacob Needleman The Sword of Gnosis: Metaphysics, Cosmology, Tradition, Symbolism (New York, NY: Penguin, 1974). 
Fue también colaborador habitual en English journal Studies in Comparative Religion. 
Después de su último viaje al Tíbet en 1947 vivió en Kalimpong, India durante varios años, volviendo a Inglaterra en 1952. Kalimpong era entonces un centro literario y de actividad cultural, así como un refugio para quienes se habían visto forzados a salir de Tíbet. Entre éstos estaba el profesor particular del Dalái lama, Heinrich Harrer, que al llegar a Kalimpong comenzó a escribir sus Siete años en el Tíbet. Pallis estableció entonces lazos duraderos con personalidades como la reina del Bhután y su familia, quienes le visitaron más adelante en Inglaterra. Con Heinrich Harrer colaboró más tarde en denunciar al fraudulento escritor Lobsang Rampa. Mientras estuvo en Kalimpong, Pallis conoció también a su alteza real la madre del Dalái lama y estableció una gran relación con el abad del monasterio Tharpa Choling.
- Datos: Q2114825